# Ван Лу
Ван Лу (王履, 1332 —1383) — китайський художник, письменник, поет часів династії Мін.

## Життєпис
Народився 1332 року в Куньшань (неподалік від Сучжоу). Про його життя відомо мало. Деякий час був сільським лікарем і вчителем. З початком послаблення влади монголів, наростання кількості повстання Ван Лу перебирається до Сучжоу, який був одним з центрів культури часів династії Юань. З часом більшу увагу приділяє малюванню. Водночас намагався не втручатися у політичні події. Втім після встановлення нової династії Мін не забажав перейти до неї на державну службу, залишаючись вільним, мандрівним художником. Помер у 1383 році, але щодо місця його смерті немає відомостей.

## Творчість
Як художник Ван Лу не став сліпо наслідувати майстрів Юань, а зробив наголос на живопису з натури. Крім того, він узяв на озброєння рішучий стиль письма, властивий пейзажистам Південної Сун. 1383 року він поїхав у район гори Хуа, де зібрався на її вершину, і за одну поїздку з-під його пензля вийшло 40 картин «Гора Хуа». Сьогодні частина з них зберігається в музеї Імператорського палацу в Пекіні, а частина — в музеї Шанхая.
У своєму трактаті «Вступний курс гори Хуа» Ван Лу спершу говорить про необхідність донести до передбачуваного глядача «тему» картини. У кожному творі повинна бути своя «тема», без якої «форма» нічого не означає, оскільки «форма» покликана виражати «тему». Хороший художник — це той, чия «форма» пройнята «темою». «Я дотримуюся свого внутрішнього бачення, яке слід за моїм поглядом, а мій погляд спрямований на гору Хуа», — говорить він в завершенні. Це згодом стало дуже ходовою цитатою серед художників. І хоча тут у наявності відгомін вираження Чжан Цзао («Я дотримуюся світу, який мене оточує, але мій внутрішній світ всередині мене»), в ньому Ван Лу чітко показує, що в живописі, як і в житті, очі є зв'язком між образами зовнішнього сприйняття світу і внутрішнього сприйняття розумом. Важливість уважного спостереження та ретельного вивчення в пейзажного живопису переоцінити неможливо.